# Eduard Hrnčár
Eduard Hrnčár (1978. július 8. –) szlovák válogatott labdarúgó.

## Sikerei, díjai
Szlovákia U21
- U21-es labdarúgó-Európa-bajnokság elődöntős: 2000

## Mérkőzései a szlovák válogatottban
| #  | Dátum             | Ellenfél | Eredmény | Kiírás              | Esemény |
| -- | ----------------- | -------- | -------- | ------------------- | ------- |
| 1. | 2002. február 6.  | Irán     | 3 – 2    | barátságos mérkőzés | 75'     |
| 2. | 2003. február 13. | Ciprus   | 3 – 1    | barátságos mérkőzés | 75'     |